# مهرجان عموم أثينا
مهرجان عموم أثينا (باليونانية Παναθήναια) كان احتفالا دينيا واجتماعيا لمدينة أثينا. و وفقا للتقاليد، تأسست من قبل ملك أسطوري إريكتونيوس، أطلق ثيسيوس اسم "Panathénée" على المهرجان. يعقد المهرجان عموم أثينا كل أربع سنوات ويقام على ثلاثة أو أربعة أيام. و كانت هذه الألعاب الأكثر شهرة لمواطني أثينا لكنها لم تكن هامة مثل الألعاب الأولمبية أو غيرها من الألعاب الهلينية.

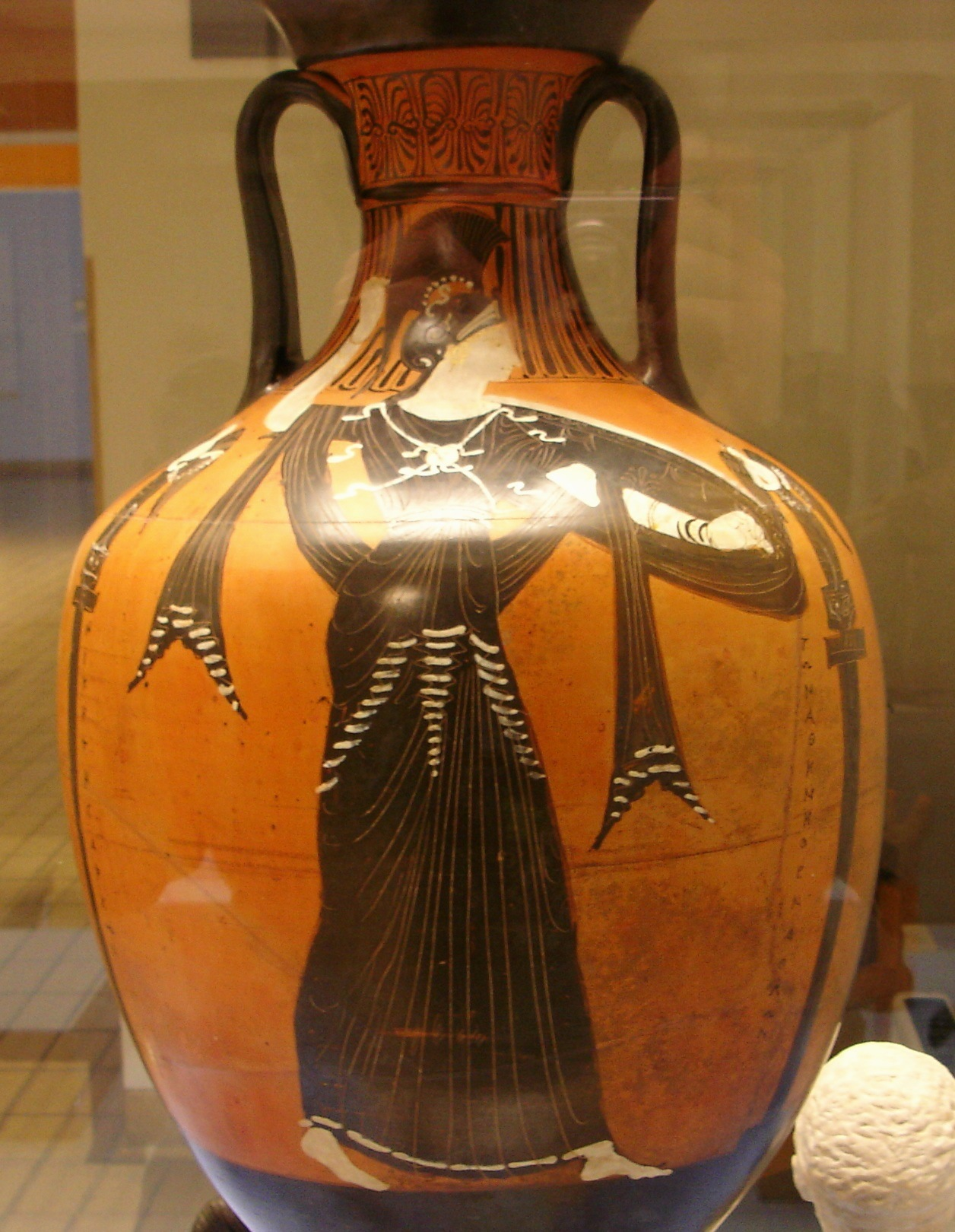
أمفورة و هي جائزة من مهرجان عموم أثينا،تعود إلى 332-331 قبل الميلاد، موجودة في المتحف البريطاني.